# José Yebes
José Manuel Yebes Mota (ur. 29 sierpnia 1979 w Palma de Mallorca) – hiszpański bokser kategorii średniej.

## Kariera amatorska
Yebes był trzykrotnym mistrzem Hiszpanii. W 2002 r. i w 2004 r. był mistrzem w kategorii średniej, a w 2006 r., w kategorii półciężkiej.
Rok 2003., Yebes rozpoczął od startu w bułgarskim turnieju Strandja Mamorial. Hiszpan doszedł do ćwierćfinału, gdzie pokonał go medalista Mistrzostw Świata z 2001 r., Yordanis Despaigne. W czerwcu. wziął udział w Mistrzostwach Unii Europejskiej. Była to pierwsza edycja w historii tych zawodów. Yebes odpadł przed ćwierćfinałem, przegrywając z Grekiem Andoniosem Janulasem. W lipcu, Hiszpan wziął udział w Mistrzostwach Świata, które odbywały się w Bangkoku. Rywalizację w kategorii średniej zakończył na 1/16 finału, przegrywając z medalistą tych zawodów Nikolą Sjekloćą. W roku 2004. Yebes był ćwierćfinalistą 2. edycji Mistrzostw Unii Europejskiej. W ćwierćfinale pokonał go Grek Jeorjos Gazis.

## Kariera zawodowa
Na ringu zawodowym zadebiutował 4 marca 2007 r., nokautując w 1. rundzie doświadczonego Kolumbijczyka Alvaro Gamboę. Po ośmiu kolejnych walkach, w tym jednym remisie, Yebes przegrał jednogłośnie na punkty z Rodakiem Roberto Santosem. W kolejnej walce zmierzył się z Israelem Carrillo, a stawką walki było Mistrzostwo Hiszpanii w kategorii średniej. Po dziesięciu rundach, jednogłośnie na punkty zwyciężył Carrillo. Następne sześć pojedynków Hiszpana zakończyło się czterema zwycięstwami i dwiema porażkami. 27 września 2014 r., Yebes zmierzył się w Niemczech z byłym mistrzem Europy i kilkukrotnym pretendentem do mistrzostwa świata, Matthew Macklinem. Hiszpan sprawił ogromną niespodziankę, dając Brytyjczykowi bardzo wyrównaną walkę. Po ośmiu rundach sędziowie dali minimalną wygraną Macklinowi. 5 grudnia 2014 r., Yebes zmierzył się z Polakiem Kamilem Szeremetą. Po ośmiu zaciętych rundach, jednogłośnie na punkty zwyciężył Polak.